# Абациев, Абдулла Алхазович
Абдулла Алхазович Абациев (азерб. Abatsiyev Abdulla Alxazoviç; род. 16 августа 1993, Владикавказ, Северо-Осетинская АССР) — российский и азербайджанский футболист, полузащитник.

## Биография
Абдулла Абациев родился в 1993 году во Владикавказе. Отец футболиста — Алхаз Айвазов является азербайджанцем. В 8 лет Абдулла записался в секцию футбола СДЮСШОР «Юность» Владикавказ, в которой провёл 9 лет. В 2010 году переехал в Москву, а в 2011 году в Азербайджан, гражданство которого получил в 2009 году.

### Клубная карьера
В возрасте 15 лет Абациев перешёл в ФК «Алания» (Владикавказ), в составе дубля которого выступал в чемпионате Северной Осетии. Переехав в 2010 году в Москву, начал выступать за московский клуб «Столица» в первенстве России среди любительских футбольных клубов. В том же году в составе москвичей стал обладателем кубка Москвы.
Дебютировал в составе ФК «Интер» в Баку, в Лиге Европы УЕФА — 4 июля 2013 года в домашнем матче первого отборочного раунда против финского «Мариехамн», завершившегося в ничью 1:1. Принял участие также в повторной встрече, в которой бакинцы победили со счётом 2:0.
Гол Абациева, забитый им 15 декабря 2013 года в ворота «Сумгаита» в матче 17 тура премьер-лиги, стал пятисотым по счёту голом, забитым «банкирами» в чемпионатах Азербайджана.
В марте 2018 года стал игроком клуба «Машук-КМВ».

### Сборная Азербайджана
Первую игру в составе юношеской сборной Азербайджана до 17 лет провёл 26 октября 2009 года в гостевом матче отборочного раунда чемпионата Европы против сверстников из сборной Сербии, который завершился в ничью 0:0.
16 апреля 2010 года провёл свою первую игру в составе юношеской сборной Азербайджана до 19 лет в матче квалификационного раунда чемпионата Европы против сборной Норвегии, завершившемся в ничью 1:1. При этом футболист провёл на поле первые 63 минуты матча.
Дебютировал в составе молодёжной сборной страны 29 февраля 2012 года в матче 8 группы квалифицированного раунда чемпионата Европы против сборной Исландии, в котором сборная Азербайджана победила со счётом 1:0.
В марте 2014 года участвовал на сборах национальной сборной страны, проходивших в Дубае.

### Проблемы с законом
24 января 2025 года Абациев был задержан по делу о хищении 14 млн рублей у пенсионера в Москве. 27 января 2025 года Абациеву было предъявлено обвинение по ч. 4 статьи 159 УК РФ (мошенничество в особо крупном размере в составе преступной группы). По данным следствия, мошенники убедили пенсионера отдать курьеру (по версии следователей, им был Абациев) 14 миллионов рублей. 5 марта 2025 года Преображенский суд Москвы отправил под стражу Абациева до 17 марта 2025 года, удовлетворил ходатайство следствия.

## Достижения
«Интер» (Баку)
- Серебряный призёр чемпионата Азербайджана: 2013/14
- Бронзовый призёр чемпионата Азербайджана: 2012/13